# Hospital de Especialidades José Carrasco Arteaga
Hospital José Carrasco Arteaga (inaugurado el 3 de noviembre del 2000 en Cuenca, Ecuador) es un hospital de nivel III de atención que presta servicios médicos a las provincias de la regional 3 del IESS y otras provincias aledañas.

## Reseña histórica
Atendiendo las necesidades de salud de la población en 1936 se fundó el Dispensario No.2, el mismo que se independizó en 1938 consiguiendo hacer hospitalización de los afiliados de la Seguridad Social en el Hospital “San Vicente de Paúl” hasta 1954, cuándo se inicia la atención en la Clínica del Seguro Social de Cuenca ubicada en la calle Bolívar en el centro de la ciudad.
El 1 de agosto de 1957 se pudo adquirir un terreno ubicado en la Avenida Huayna Capac, dónde posteriormente desde el 3 de noviembre de 1969 funcionaría como el Hospital Regional, con capacidad de 150 camas.
En 1990, el Consejo Superior, máximo organismo del IESS, autorizó al Comité de Contratación del Instituto Ecuatoriano de Seguridad Social que convoque a licitación, para la construcción del Hospital del IESS en la Ciudad de Cuenca, en sus terrenos ubicados en el sector de Monay, de 40.000 m² comprendido entre las calles Av. Rayoloma, Cuzco, Popayán y José Carrasco Andrade, al sureste de la ciudad de Cuenca, con una capacidad de 317 camas.
La construcción del nuevo Hospital se inició el 10 de julio de 1991 y se terminó la obra física el 28 de mayo de 1998. Fue bautizado con el nombre del Doctor José Carrasco Arteaga. Se inauguró el 3 de noviembre del 2000

## Especialidades
Además de consultas de medicina general e interna, el hospital brinda consultas de
- Gineco-obstetricia
- Traumatología
- Cardiología
- Urología
- Gastroenteorología
- Geriatría
- Otorrinolaringología
- Endocronología
- Neurología
- Oftalmología
- Coloproctología
- Hematología
- Nefrología
- Oncología clínica
- Anatomía Patológica
- Patología clínica
- Psicología
- Psiquiatría
- Pediatría
- Reumatología
- Alergología
- Dermatología
- Infectología
- Neumología
- Odontología

Además cuenta con atención de:
- Neurocirugía
- Cirugía torácica
- Cirugía pediátrica
- Cirugía plástica
- Cirugía vascular
- Cirugía general
- Cirugía de trasplante hepatobiliar

Y unidades de:
- Rehabilitación Y Fisioterapia
- Imagenología
- Cuidados intensivos